# Nicolau d'Atenes
Nicolau d'Atenes (en llatí Nicolaus, en grec antic Νικόλαος "Nikólaos") fou un escultor grec nascut a Atenes.
El seu nom apareix inscrit juntament amb el de Critó, probablemet el filòsof, en una cariàtide colossal trobada el 1766 a una vinya de la finca dels Strozzi prop de Roma, a la vora de la via Àpia. Probablement va viure entre el segle I aC i el segle ii., ja que alguns autors el consideren de l'època de Ciceró i altres de la dels Antonins.